# Echiniscus dreyfusi
Echiniscus dreyfusi är en djurart som tillhör fylumet trögkrypare, och som beskrevs av De Barros 1942. Echiniscus dreyfusi ingår i släktet Echiniscus och familjen Echiniscidae. Inga underarter finns listade i Catalogue of Life.